# Лубянка (Куявсько-Поморське воєводство)
Лубянка (пол. Łubianka) — село в Польщі, у гміні Луб'янка Торунського повіту Куявсько-Поморського воєводства.
Населення — 1361 особа (2011).
У 1975-1998 роках село належало до Торунського воєводства.

## Демографія
Демографічна структура станом на 31 березня 2011 року:
|          | Загалом | Допрацездатний вік | Працездатний вік | Постпрацездатний вік |
| -------- | ------- | ------------------ | ---------------- | -------------------- |
| Чоловіки | 662     | 172                | 447              | 43                   |
| Жінки    | 699     | 163                | 438              | 98                   |
| Разом    | 1361    | 335                | 885              | 141                  |